# 中川梨花
中川 梨花（なかがわ りか、4月21日 - ）は、日本の女優、声優、タレント。北海道札幌市出身。サンミュージックプロダクション所属。

## 人物

### 2012年
解散した北海道のローカルアイドル「PEACEFUL」の元メンバー。
北海高校在学時には弁論部に所属し、2016年度文部科学大臣旗全国高等学校弁論大会（第40回全国高校総合文化祭弁論部門）にて最優秀賞を受賞した。

### 2016年
約1年半の間、テレビ北海道の生活情報番組「スイッチン!」にて箕輪直人とともにMCを務めた。
「アリスインデッドリースクール オルタナティブ・SAPPORO」にて初舞台（2016年5月）。映画『写真甲子園 0.5秒の夏』の撮影で多忙だったため大学受験を半年遅らせ、2017年9月に慶應義塾大学総合政策学部に入学。大学進学とともに上京し、芸能活動の拠点も札幌から東京に移すDMM BitcoinのCMにて、ローラと共に出演を果たす。2021年9月に慶應義塾大学を卒業した。

### 2021年
10月1日 「東川町オフィシャルレポーター」に就任。

### 2023年
5月18日から21日まで公演が行われた『Lily Project 第1弾公演 アサルトリリィ×私立ルドビコ女学院「シュベスターの祈り」』にて自身初の舞台主演を果たす｡
12月9日開催 『中川梨花クリスマスライブ2023「THE DOLL…RIKA」』内にて公式ファンクラブの開設を発表（サービス開始日は2024年1月1日）。

### 2025年
中川梨花生誕祭2025『とけないで、魔法。さめないで、夢。』にて年齢を非公表に｡その後、サンミュージック公式サイトの記載も出生日のみとなる｡本人いわく「公開しても､非公開でもどちらでもいい」とのこと。

## 出演
太字は主演、もしくはメインキャラクター。

### バラエティ
- 平岸我楽多団（北海道テレビ放送）
- 踊る!さんま御殿!!（日本テレビ）
- しゃべくり007（日本テレビ）
- ネプリーグ（フジテレビ）
- 呼び出し先生タナカ（フジテレビ）

### 紀行・旅番組
- いい伊豆みつけた（2019年5月[10] - 2020年9月[11]、伊豆急ケーブルネットワーク） - レポーター
  - 熱海で爽やか散策＆御朱印ウォーク♪（2019年5月第一週）
  - 夏の伊東、散策・体験・グルメな旅（2019年7月第二週）
  - 人気のおみやげ！紹介します（2019年11月第三週）
  - 早咲きの梅とあたみ桜で春を先取り！（2019年12月第五週）
  - 春はすぐそこ！ゆったり河津桜とグルメの旅（2020年1月第四週）
  - お気に入りのカフェを熱海で探そう！（2020年4月第一週）
  - 気ままに熱海温泉散策！（2020年5月第二週）
  - 伊豆の気になるパンに誘われて（2020年9月第三週）
- 旅する観光列車 〜あの絶景と絶品グルメを求めて〜（2019年 - 、鉄道チャンネル） - レポーター

### 情報番組
- スイッチン!（テレビ北海道）
- 御社でインターンよろしいでしょうか?（BS-TBS）

### テレビドラマ
- 漫画として現れるであろうあらゆる恋のためのプロレゴメナ（2019年10月1日、BSフジ） - 成田香澄 役
- モンスター(第1話)(2024年10月、カンテレ)伊藤早智子 役

### 映画
- 写真甲子園 0.5秒の夏（2017年） - 霧島絢香 役

### CM
- DMM Bitcoin
- 石屋製菓 白いロールケーキ
- マンナンライフ 蒟蒻畑

### 舞台
- アリスインプロジェクト「アリスインデッドリースクール オルタナティブ・SAPPORO[12]」（2016年5月4日 - 8日、コンカリーニョ） - 氷鏡庵 役[13]
- 時空警察シリーズ「時空警察SIG-RAIDER 彷徨〜エトランジェ〜[14]」（2021年1月16日 - 24日、シアターグリーン BIG TREE THEATER） - 貴石きさらか（時空刑事キラリー） 役
- 演劇ユニット【メイホリック】
  - 「マジでトキメけ⭐︎少女たち!! 〜全国高校生エネルギッシュ選手権大会〜」（2022年2月16日 - 20日、CBGKシブゲキ!!） - 富田トミ 役[15]
  - 「メイドランカー! 詰り蹴落とし跪け乙女」（2022年11月23日 - 27日、CBGKシブゲキ!!） - ツツジ 役[16]
  - 朗読劇『美術室に置き去りにされた天使』（2024年3月26日 - 31日） - 石蕗 役
- RAVE☆塾「かえってきた璃色リベリオン[17]」（2023年2月2日 - 5日、築地本願寺ブディストホール） - 森美月 役[18]
- Lily Project
  - 第1弾公演『アサルトリリィ×私立ルドビコ女学院「シュベスターの祈り」』再々公演（2023年5月18日 - 12日、シアターサンモール） - 岸本・ルチア・来夢 役[19]
  - 「アサルトリリィ・新章」サングリーズル編『種の最果ての地で』/大島近海ネスト調査隊編『金瘡小草(きらんそう)の咲く時』（2023年12月19日 - 25日、シアター1010） - 岸本・ルチア・来夢 役[20]
- 朗読劇「異世界転生したら大恐竜時代でオワタ。～氷河期で奮闘編～」（2023年6月29日 - 7月2日、コフレリオ新宿シアター） - スピノっぴ 役[21]
- ILLUMINUS「楽園の女王2024[22]」（2024年6月27日 - 30日、六行会ホール） - グレンダ 役[23]
- 舞台「夏空のモノローグ」（2024年7月24日 - 29日、シアターサンモール） - 小川葵 役[24]
- 朗読劇舞台「永久保貴一の極めて怖い話 2024」（2024年8月11日、浅草花劇場）[25]
- BIG UP「追憶のアンブレラ～VOICE 2024～」（2024年11月7日 - 10日、シアターグリーンBIG TREE THEATER） - セイミー 役[26]
- 超次元ミュージカル「ネプテューヌ」Re:BOOT!!（2025年10月1日 - 5日〈予定〉、六行会ホール） - ネプテューヌ 役[27][28]
- 舞台「かげきしょうじょ!!」第3章 The Final（2025年11月1日 - 5日〈予定〉、三越劇場） - 沢田千夏 役[29]

### テレビアニメ
- アフリカのサラリーマン（2019年、OLフェネック）
- ネコぱら（2020年、レポーター）
- シャインポスト（2022年、伊藤紅葉[30]）
- 菜なれ花なれ（2024年、美空かなた[31]）

### 配信ドラマ
- L 礼香の真実（2020年6月28日 - 7月5日、ABEMA） - 姫野礼香（高校時代） 役[32]

### ゲーム
- シャインポスト Be Your アイドル!（2025年、伊藤紅葉[33]）

### ラジオ
- オレたちゴチャ・まぜっ!〜集まれヤンヤン〜（2020年4月26日 - 2021年4月17日、MBSラジオ） - ヤンヤンガールズ12期生
- イマドキッ（2021年7月20日 - 9月29日、MBSラジオ）
- 『初めましてTINGSです!(仮)』（2021年12月1日、文化放送 超!A&G+）

### イベント
- 中川梨花単独イベント「ひとなつの恋なんてやだよ？」（2022年8月27日、下北沢ろくでもない夜）
- 中川梨花クリスマスライブ2022『We wish you an…"Eternal Love"』（2022年12月4日、ライブハウス「オンリーユー」）
- 中川梨花生誕祭2023『桜がほころぶ季節に生まれたキミへ。』（2023年4月23日、池袋AK 1Fライブハウス）
- 中川梨花クリスマスライブ2023『THE DOLL…RIKA』（2023年12月9日、代アニLIVEステーション）[第1部【BITTER】ゲスト：倉丸莉子／第2部【SWEET】ゲスト：福緒唯]
- 中川梨花生誕祭2024『Ribbon -今までとこれからをキミと- 』（2024年4月21日、 シアターマーキュリー新宿 ）[第1部【RIBBON】/ 第2部【ROSE】ゲスト:倉丸莉子 ］
- りかちゃんはうすVol.1『いらっしゃいませ♡りかちゃん喫茶へようこそ♪』（2024年10月20日、 レンタルキッチンスペースPatia新御茶ノ水店 ）
- 中川梨花生誕祭2025『とけないで、魔法。さめないで、夢。』（2025年6月14日、 AZABU balloon ）［第1部 《魔法》/ 第2部《夢》　MC:ムネタ]

## ディスコグラフィ

### キャラクターソング
| 発売日         | 商品名                                | 歌    | 楽曲                                                                                | 備考                                             |
| -------------- | ------------------------------------- | ----- | ----------------------------------------------------------------------------------- | ------------------------------------------------ |
| 2022年8月17日  | ワンダー・スターター/パレットガールズ | TINGS | 「ワンダー・スターター」                                                            | テレビアニメ『シャインポスト』オープニングテーマ |
| 2022年8月17日  | ワンダー・スターター/パレットガールズ | TINGS | 「パレットガールズ」                                                                | テレビアニメ『シャインポスト』エンディングテーマ |
| 2022年9月19日  | Life goes on!                         | TINGS | 「Life goes on!」                                                                   | 『シャインポスト』関連曲                         |
| 2022年9月19日  | Snow Leaves                           | TINGS | 「Snow Leaves」                                                                     | 『シャインポスト』関連曲                         |
| 2022年9月19日  | 春風に乗って                          | TINGS | 「春風に乗って」                                                                    | 『シャインポスト』関連曲                         |
| 2022年10月26日 | SHINEPOST Character Song Collection   | TINGS | 「TOKYO WATASHI COLLECTION」 「一歩前ノセカイ」 「Yellow Rose」 「Be Happy Time!!」 | 『シャインポスト』関連曲                         |
| 2022年10月26日 | SHINEPOST Character Song Collection   | TINGS | 「Be Your Light!!」 「On Your Mark!!」                                              | テレビアニメ『シャインポスト』挿入歌             |